# Брачне воде
Брачне воде (енгл. Married… with Children) је америчка хумористичка телевизијска серија, емитована у периоду од 1987. до 1997. године. Говори о дисфункционалној породици која живи у предграђу Чикага.

## Ликови
У средишту радње је породица Банди, са својих 5 чланова: отац, мајка двоје деце и пас. Ту је и комшиница Марси која је прво била удата за Стива а након тога и за Џеферсона.

### Ал Банди
Глава породице је Ал Банди (Ед О’Нил), некадашња звезда средњошколског колеџ фудбалског тима (постигао је четири тачдауна на једној утакмици), који сада проводи дане жалећи за својом прошлости. Запослен је као продавац ципела, а у слободно време се излежава на каучу. За неуспех у свом животу криви своју жену Пеги, са којом не жели да спава. Често воли да се препире са својом комшиницом Марси, док је са њеним мужом Џеферсоном (Стивом, прве четири сезоне емитовања) у добрим односима. Воли да посећује локални стриптиз бар, порнографске часописе BigUns, свој стари Доџ и телевизијску серију Психо тата.

### Пеги Банди
Маргарет „Пеги” Банди (девојачко Ванкер) (Кејти Сагал) је Алова жена, препознатљива по бујној црвеној коси и неукусном одевању. Има пуно лоших особина − лења је мајка, ништа не ради, излежава се на каучу по цео дан или је у куповини при чему троши Алов новац само за своје потребе. Највише воли да збија шалу на Алов рачун и то о њиховом сексу.

### Кели Банди
Кели Банди (Кристина Еплгејт) старије је дете Ала и Пеги; приказана је као приглупа плавуша, промискуитетна и која излази са момцима који излуђују Ала до те мере да жели физички да их нападне. Њена глупост се испољава на разне начине, од тренутног заборављања неке идеје до погрешног изговарања или писања једноставних речи. Она и њен брат Бад углавном се слажу, али уживају у међусобном омаловажавању.

### Бад Банди
Бадрик „Бад” Банди (Дејвид Фостино) млађе је дете Ала и Пеги; повремено је приказан као разборитији члан породице, иако га опсесија сексом често доводи до неизбежних неуспеха са женама. Он и Кели непрестано се задиркују, али када је Кели у озбиљној невољи, он ће је подржати, исто као што и она подржава њега у сличним ситуацијама.

### Бак
Следећи члан породице је Бак (глас Чича Марина и Кевина Карана), њихов незадовољан пас, који је разочаран породицом која га мање више и не храни. Током серије, Бак је умро у десетој сезони, како би пас који га је глумио могао да оде у пензију. Уместо Бака у породицу је дошао Лаки (кокер шпанијел), који је заправо реинкарнација Бака, но породица то никад није сазнала.

### Марси Роудс/Дарси
Марси Роудс (касније Дарси) (Аманда Бирс) је прва комшиница Бандијевих, Алова љута супарница и Пегина најбоља пријатељица; образована је банкарка, али такође и феминисткиња и еколошка активисткиња која често протестује против Алових шема са његовом групом NO MA'AM (Национална организација мушкараца против амазонског матријархата). Марси је оснивачица и вођа анти-мушке групе за подршку зване „FANG” (Феминисткиње против неандерталских момака). Марси и Ал се стално свађају и у лошим су односима. У првих неколико сезона серије, Марси је удата за Стива Роудса. Након што се Марси и Стив разведу, а он оде током четврте сезоне, Марси се удаје за Џеферсона Дарсија.

### Стив Роудс
Стивен „Стив” Бартоломју Роудс (Дејвид Гарисон) је Марсин први супруг, уштогљени банкар који се често запетља у Алове шеме. Стивова најдража имовина је његов „Мерцедес-Бенц”, који чак ни Марси не сме да вози. Иако су на почетку серије били веома заљубљени, Стив и Марси се постепено удаљавају, а он је напушта током четврте сезоне да би постао шумар у Националном парку Јосемити; глумац Дејвид Гарисон је напустио серију током четврте сезоне како би се поново посветио позоришту и како би избегао да му у будућности буду нуђене сличне улоге. Касније се враћа у епизоди „Јаје и ја” како би покушао да поврати свој стари живот са Марси, али наилази на проблеме са Џеферсоном, Марсиним другим мужем. Стив касније добија нови посао као декан Бадовог факултета, након што је уценио претходног декана за ког је радио као шофер.

### Џеферсон Дарси
Џеферсон Милхаус Дарси (Тед Макгинли) је згодни бивши преварант уз ког се Марси једног јутра буди и открива да се удала за њега. За разлику од Стива, Џеферсон је слободнијег духа, воли забаву, константно је без посла, нема свој новац и користи Марси у финансијске сврхе. Марси је тога свесна, али кад год Џеферсон упадне у невоље с њом, он је разоружа својим шармом и сексуалном привлачношћу. У неколико епизода се наговештава, али никада не потврђује, да је Џеферсон у прошлости био шпијун или агент ЦИА-е.

### Севен
Током 7. сезоне, представљен је и Севен (Шејн Свит), дете које су усвојили Бандијеви, но он је убрзо постао најнепопуларнији члан породице, због ког је пала гледаност серије, па је убрзо избачен из серије.

## Емитовање
Серија се почела емитовати 1987. али је била пропраћена негативним мишљењима новинара, који су окарактерисали серију као ниску комедију која се базирала на WC-хумору и сексуалним опаскама. Критичари су највише истицали чињеницу да су сви ликови, једнодимензионалне пародије популарних људи. Међутим, гледаоци су заволели серију, иако су већ на почетку епизоде знали како ће се завршити. А серија је придобила гледаност највише зато што је била тотално нетипична америчка хумористичка серија која није говорила о срећној породици, са децом и свакодневним догађајима, већ о мизерном животу породице која се стално свађа и стално је несрећна.
Још једна важна чињеница, која је помогла дугом трајању серије, јесте та да су чланови породице, иако се јако мрзе, кад је загустило, увек били спремни да помогну једни другима. Са временом, хумор серије се побољшао, највише зато што је серија почела да говори о стварним проблемима, као о расизму, правима жена и сексуалном промискуитету. Серија је је такође позната по томе са је била прва серија телевизијске куће Фокс која је постала популарна, те је била укинута у 1. сезони емитовања, а после поново враћена. 
Серија је постала толико популарна да су у многим земљама снимане серије, римејк, тј. адаптације ове серије, но ниједна није била ни приближно успешна као оригинал. Контроверзна серија је чак имала неколико епизода које никада нису приказане на телевизији, највише зато што су познати људи одлазили на суд и затражили да се епизода, због вређања не прикаже.
Креатори серије су породици дали презиме по боксеру Кинг Конг Бандију; улогу Ала је најпре требало да глуми комичар (Сем Кинисон) (који се појавио у једној епизоди као гост где је глумио Аловог анђела чувара); продуценти серије су желели да улогу Пеги Банди глуми Розен Бар, но она је одбила понуду, јер је желела своју серију, те ју је тако годину дана касније и добила − Розен.
У Србији, серија је премијерно емитована 2007. године на Фокс телевизији. Емитовање је започето са синхронизацијом на српском језику коју је радио студио Призор, међутим због лошег пријема синхронизације код публике, она је укинута након прве сезоне и уведени су титлови.

## Епизоде
| Сезона | Сезона | Епизоде | Оригинално приказивање | Оригинално приказивање |
| Сезона | Сезона | Епизоде | Прва епизода           | Последња епизода       |
| ------ | ------ | ------- | ---------------------- | ---------------------- |
|        | 1      | 13      | 5. април 1987.         | 28. јун 1987.          |
|        | 2      | 22      | 27. септембар 1987.    | 1. мај 1988.           |
|        | 3      | 22      | 6. новембар 1988.      | 21. мај 1989.          |
|        | 4      | 23      | 3. септембар 1989.     | 13. мај 1990.          |
|        | 5      | 25      | 23. септембар 1990.    | 19. мај 1991.          |
|        | 6      | 26      | 8. септембар 1991.     | 17. мај 1992.          |
|        | 7      | 26      | 13. септембар 1992.    | 23. мај 1993.          |
|        | 8      | 26      | 5. септембар 1993.     | 22. мај 1994.          |
|        | 9      | 26      | 4. септембар 1994.     | 21. мај 1995.          |
|        | 10     | 26      | 17. септембар 1995.    | 19. мај 1996.          |
|        | 11     | 24      | 29. септембар 1996.    | 9. јун 1997.           |